# Бет Финикс
Елизабет Коцански Каролан (родена на 24 ноември 1980) е американска професионална кечистка, по-известна с псевдонима си Бет Финикс. Тя се състезава в шоуто Разбиване на WWE.
Каролан е имала успешна кариера в аматьорската борба през дните ѝ в колежа. След дебюта ѝ през май 2001 г., тя се е била за много независими кеч федерации, и е била първата шампионка на GLORY. Участвала е ѝ на първите шоута на женската федерация по кеч Shimmer. През 2004 г. започва да работи за Ohio Valley Wrestling (OVW) и подписва договор с WWE през октомври 2005 г. Тя дебютира в шоуто Първична сила през май 2006 г., но контузва челюстта си следващия месец. В резултат на това, минава през редица операции и се връща, за да тренира отново, в OVW.
Завръща се в Първична сила през юли 2007, където получава силен пуш и доминира над останали диви във федерацията и получава прякора си „Амазонката“. Тя печели титлата на WWE при жените на ежегодното PPV „Без Милост“ през октомври 2007, и я държи почти 6 месеца. След това развива екранна връзка със Сантино Марела и печели титлата отново през август 2008, но я губи през януари 2009.
На 1 август 2011 имаше кралско меле между дивите (предендент номер едно за титлата на дивите) и Бет го спечели. След което Кели Кели отиде да я поздрави, а тя я нападна и каза, че дните ѝ на наперена русокоска официално са свършили. След много неуспешни мачове на 2 октомври 2011 на Адска клетка Бет спечели титлата на дивите от Кели Кели.

### Титли и постижения
Amateur wrestling
- North-East Wrestling
  - Шампионка при Жените (1999)
- New York State Fair
  - Шампионка при Жените (1999)

Professional wrestling
- Far North Wrestling
  - Шампионка в Полутежка Категория на FNW (1 път)
- George Tragos / Lou Thesz International Wrestling Institute
  - Frank Gotch Award (2015)
- GLORY Wrestling
  - Шампионка на GLORY (1 път)
- Ohio Valley Wrestling
  - Шампионка при Жените на OVW (1 път)
- Pro Wrestling Illustrated
  - PWI Female 50 я класира на No.2 от топ 50 жените кечистки през 2008 и 2012
- World Wrestling Entertainment/WWE
  - Шампионка на Дивите на WWE (1 път)
  - Шампионка при Жените на WWE (3 пъти)
  - Залата на Славата на WWE (Клас на 2017)
  - Награди Слами (1 път)
    - Дива на Годината (2008)